# Theodor Aman
Theodor Aman (Թեոդոր Աման; Câmpulung, 20 marzo 1831 – Bucarest, 19 agosto 1891) è stato un pittore rumeno, di origini armene. Pittore di genere, di soggetti storici ed autore di acqueforti, Aman è considerato il primo grande pittore della Romania unita.

## Biografia
Nato Theodor Dimo, era figlio di Dimitrie Mihali Dimo, ricco mercante, soprannominato Aman, ovvero perdono in rumeno, e di una donna di origine greca, Despina Pepica, nata a Parigi.
Theodor Aman si formò sotto Constantin Lecca e Carol Wallenstein a Craiova e Bucarest, poi si portò a Parigi presso Michel Martin Drolling e François-Édouard Picot, nel biennio 1850-1851. Dopo un'esposizione presso il Salon (1853), tornò nei Carpazi, visitando Costantinopoli prima e la Crimea poi. Cominciò in quel periodo la produzione dei suoi quadri di soggetto storico, animati da forte nazionalismo rumeno, spesso incentrati sulle figure di controversi principi-soldato come Vlad l'Impalatore o Michele il Coraggioso. Nel 1855, la Battaglia dell'Alma di Aman figurò all'Esposizione universale di Parigi.

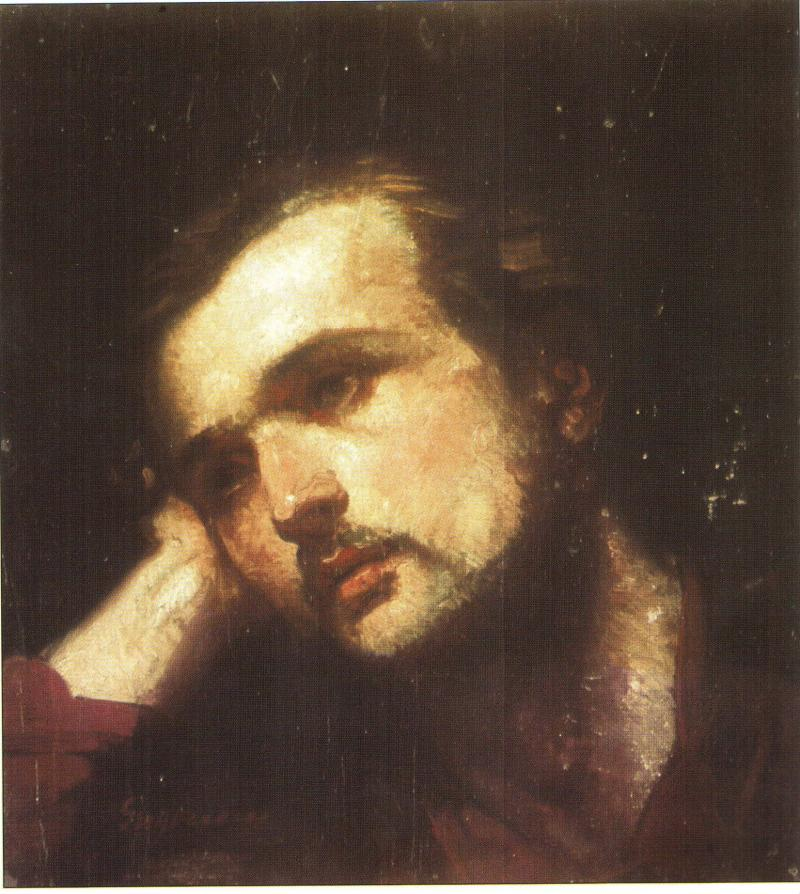
Theodor Aman, autoritratto.

Tornato in Valacchia, Aman venne gratificato di una borsa di studio dal principe Barbu Ştirbei, affinché proseguisse i suoi studi artistici in Francia. Tornato a Parigi (1856), Aman iniziò a frequentare gli artisti della Scuola di Barbizon, assimilando molti dei nuovi concetti ivi proposti circa la raffigurazione dei paesaggi e la resa dei ritratti. Dopo un breve soggiorno a Roma, tornò in Valacchia per fondarvi (1863) la Scuola Nazionale di Belle Arti (Bucarest) con Gheorghe Tattarescu. Fino al 1891, anno della sua morte, Aman diresse la scuola. Venne sepolto nel Cimitero di Bellu, a Bucarest.
Le particolari scelte stilistiche di Aman hanno portato alcuni critici ad indicarlo quale precursore del linguaggio artistico poi sviluppato dall'Impressionismo.

## Galleria d'immagini

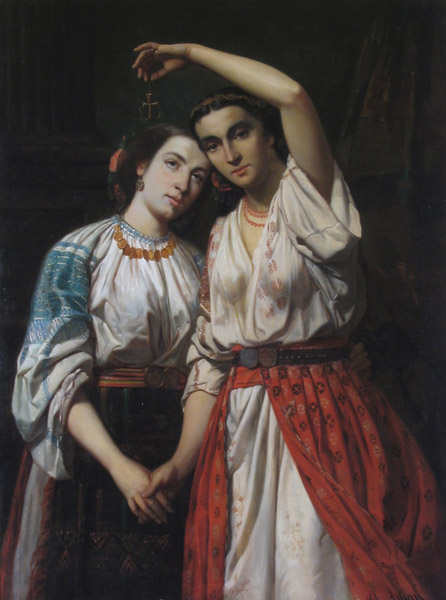
L'unione dei Principati danubiani.
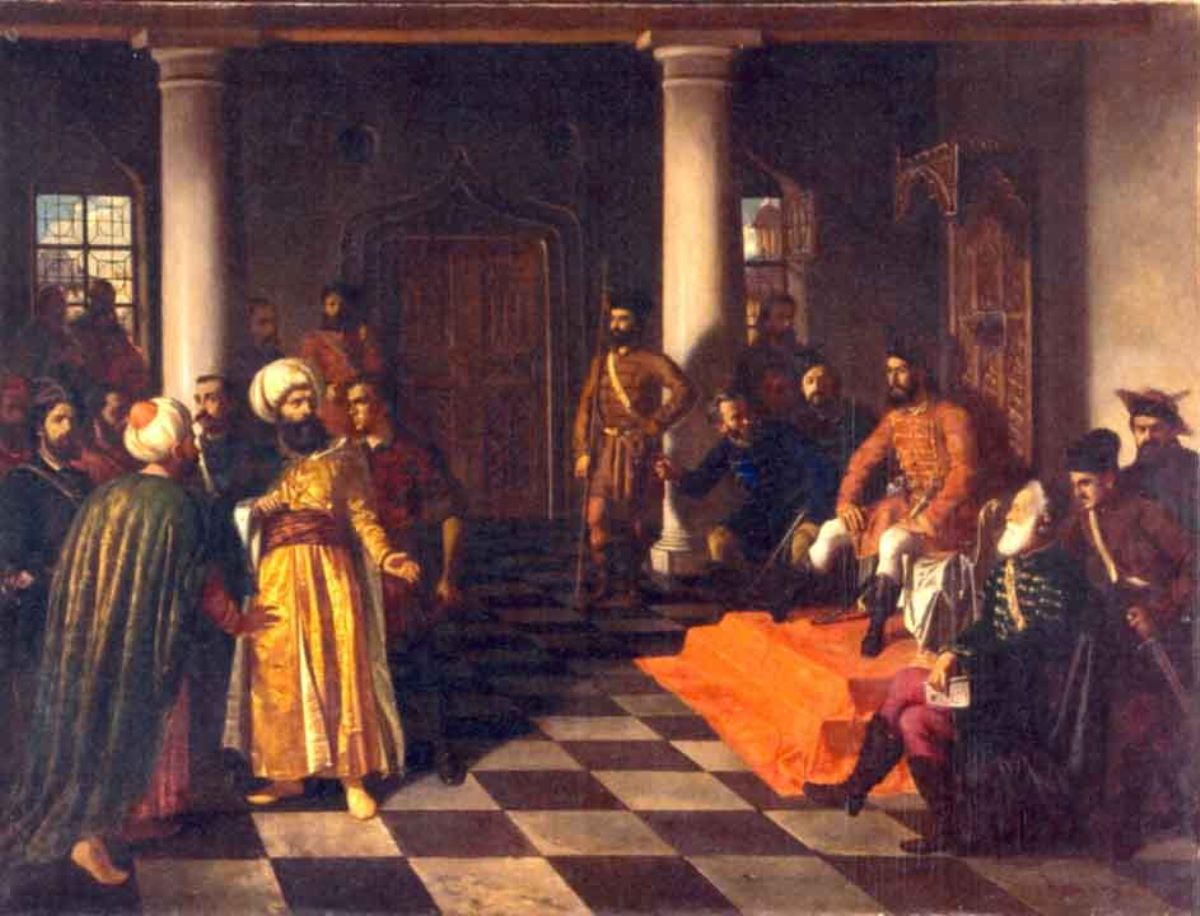
Vlad l'Impalatore riceve gli inviati del sultano.
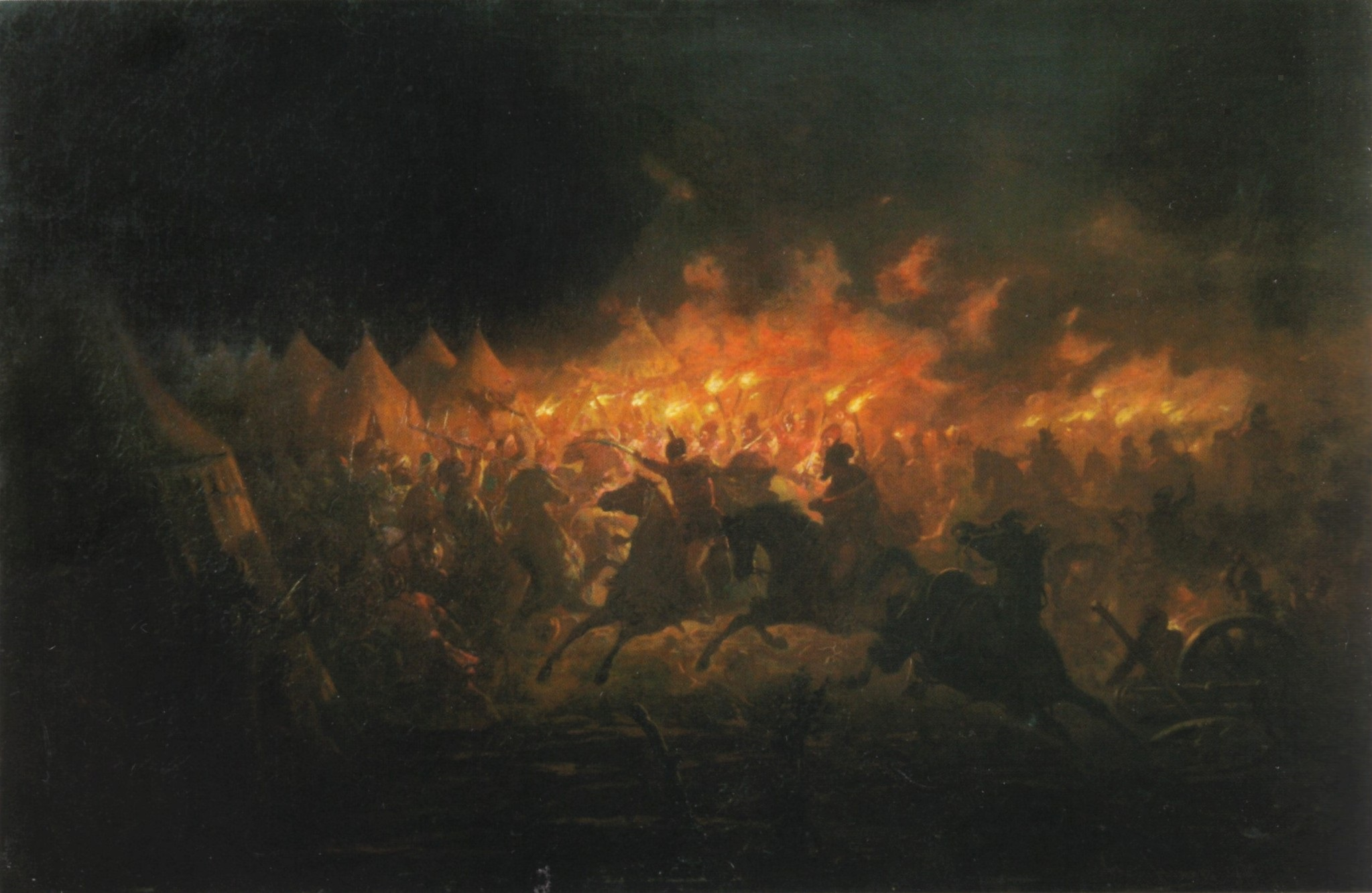
La battaglia con le torce, i.e. Vlad l'Impalatore assalta il campo del sultano Maometto II (v. Attacco Notturno).
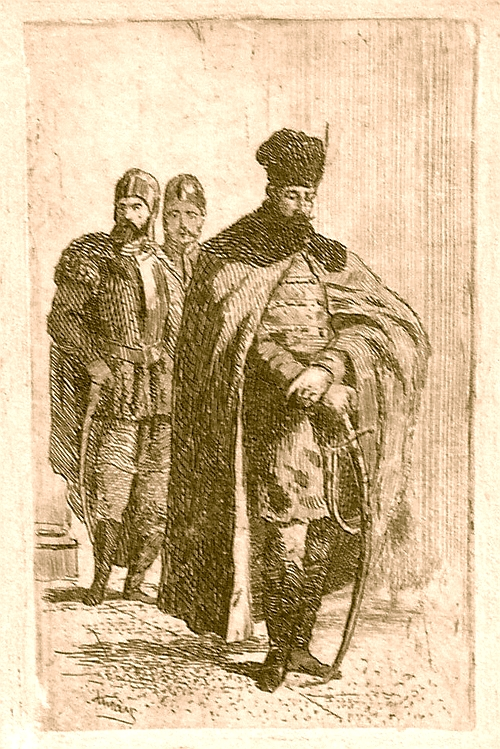
Ritratto di Michele il Coraggioso.
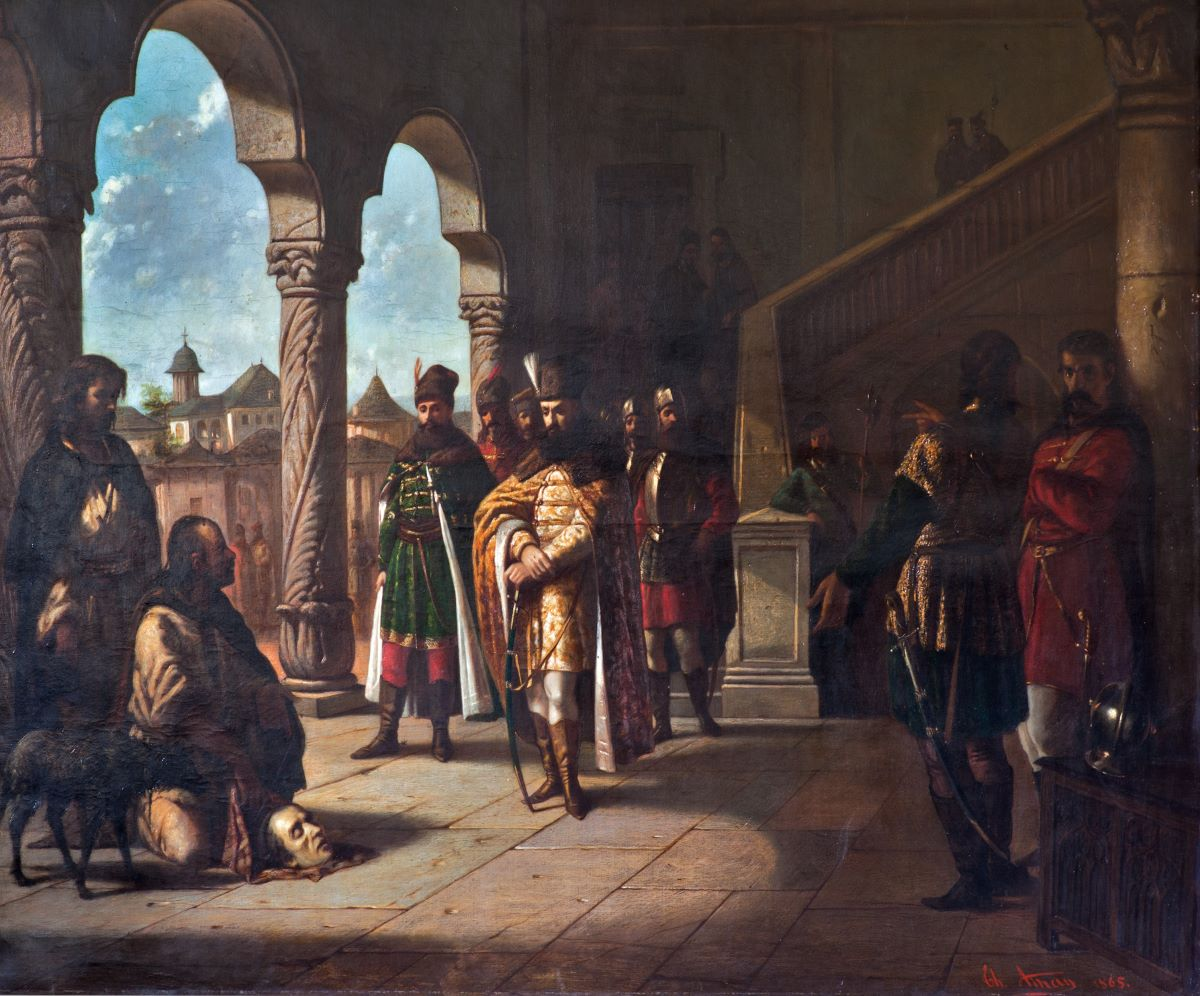
I Siculi portano la testa del cardinale Andrea Báthory a Michele il Coraggioso dopo la Battaglia di Șelimbăr.
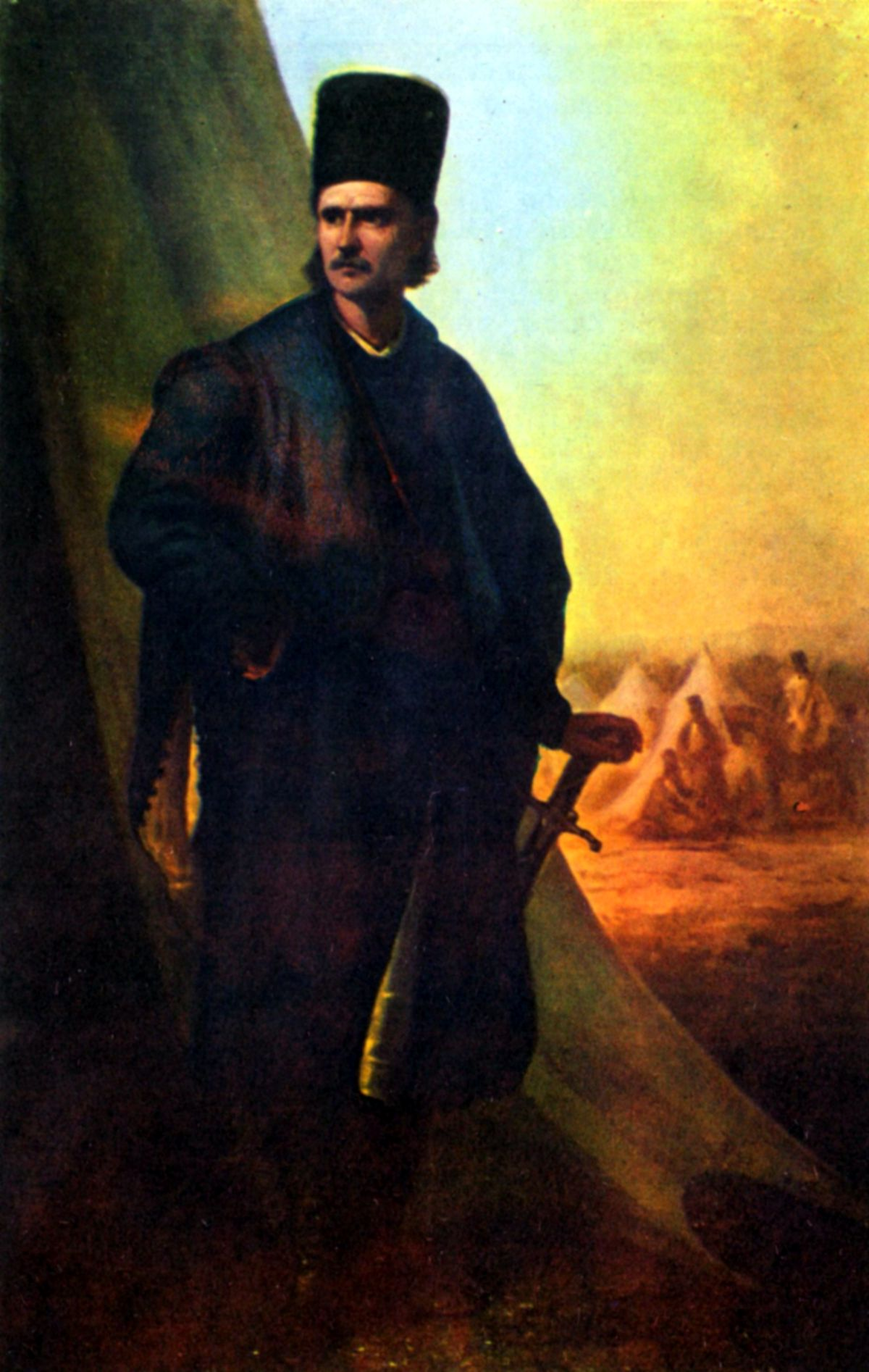
Tudor Vladimirescu (1874-76)
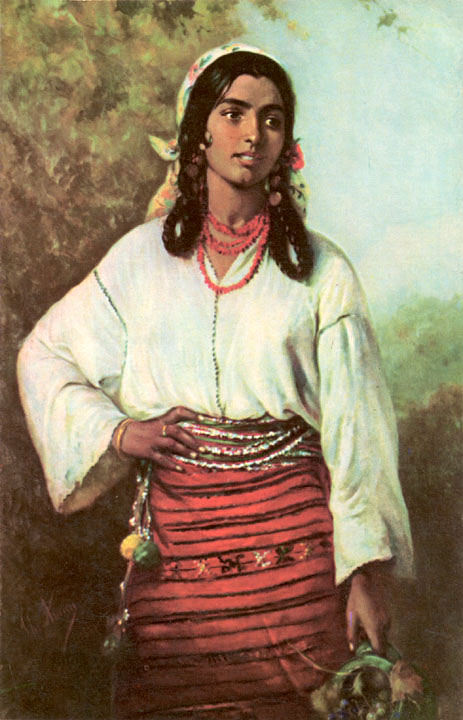
Fanciulla zingara (1884)
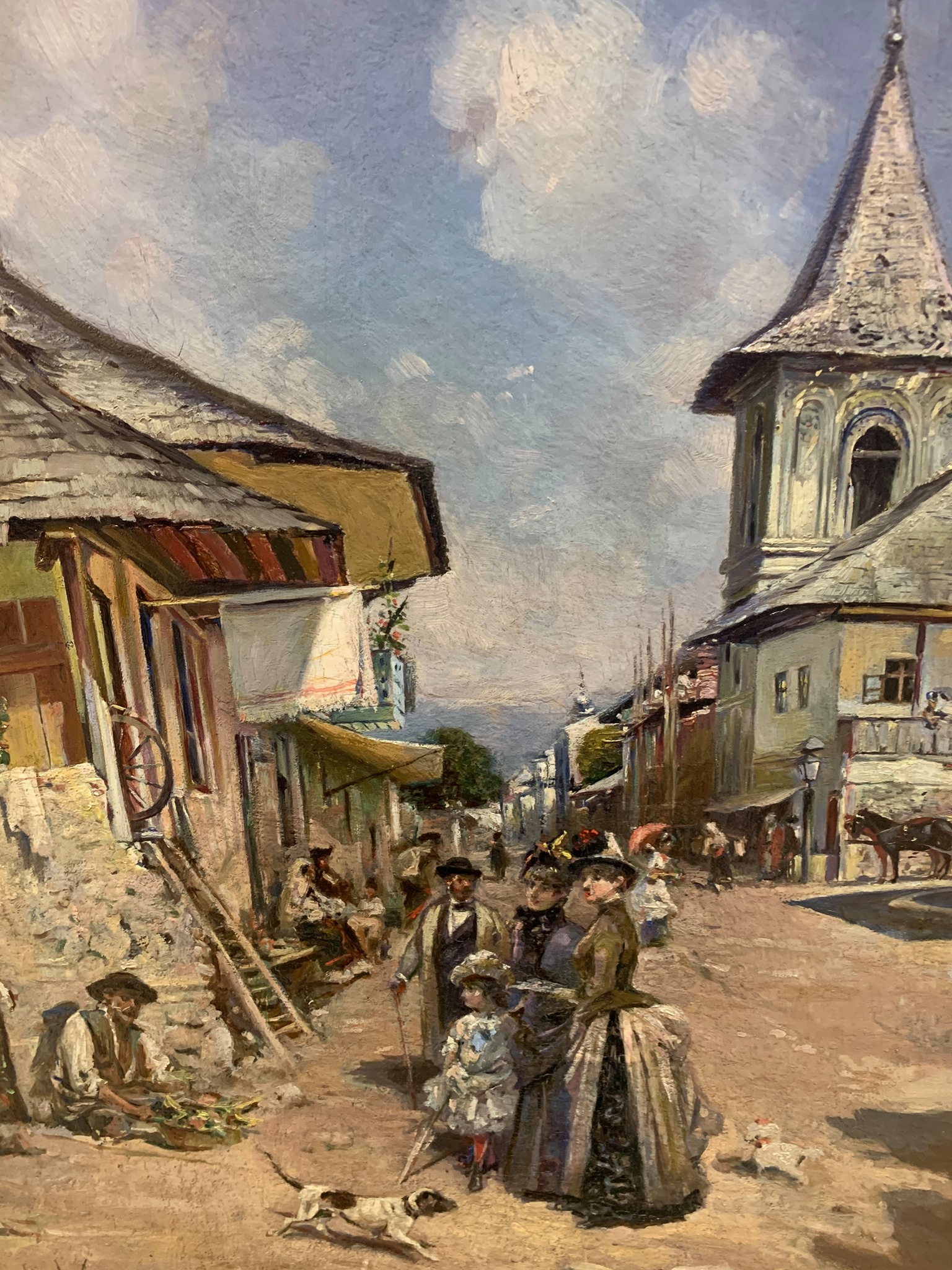
Una via di Câmpulung (1890)
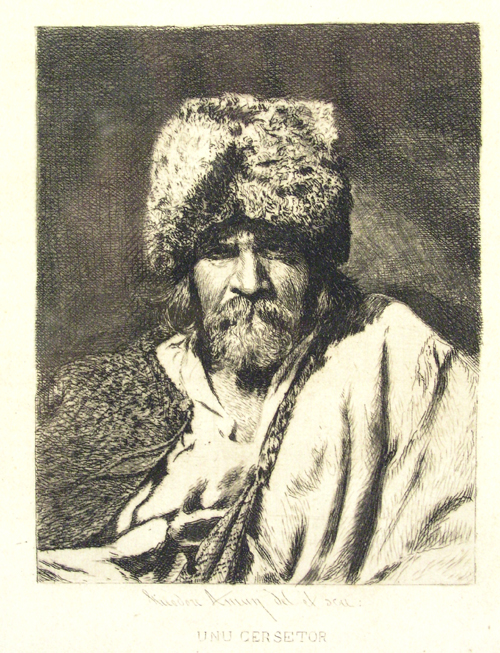
Cerşător